# コンディーノ
コンディーノ（イタリア語: Condino）は、イタリア共和国トレンティーノ＝アルト・アディジェ州トレント自治県ボルゴ・キエーゼにある分離集落（フラツィオーネ）。
かつては独立の自治体（コムーネ）であったが、2016年1月1日に近隣のブリオーネ、チーメゴと合併し、新自治体の一部となった。

## 地理

### 位置・広がり

#### 隣接コムーネ
コムーネとしてのコンディーノは、以下のコムーネと隣接していた。括弧内のBSはブレシア県所属を示す。
- ダオーネ
- ブレーノ (BS)
- カステル・コンディーノ
- バゴリーノ (BS)
- チーメゴ
- ブリオーネ
- ティアルノ・ディ・ソプラ
- ストーロ